# Angoor Ada Raid
Der Angoor Ada Raid war eine Militäroperation, die durch die Spezialeinheiten der United States Army am 3. September 2008 gegen Kämpfer der Taliban ausgeführt wurde. Der Angriff erfolgte im Dorf Moosi in der Region Angoor Ada in Süd-Wasiristan, Pakistan, ganz in der Nähe der Grenze zu Afghanistan. Etwa zur selben Zeit beendeten die pakistanischen Streitkräfte eine vierwöchige Offensive in Bajaur, dem nördlichsten der Stammesgebiete unter Bundesverwaltung, von denen Süd-Wasiristan das südlichste darstellt. Das Einstellen der Kampfhandlungen ermöglichte etwa einer halben Million Binnenflüchtlinge die Rückkehr in ihre Heimat. Die Operation begann um 3:00 Uhr Ortszeit. Obwohl die Vereinigten Staaten zuvor bereits vereinzelte Angriffe mit Raketen auf Ziele in Pakistan unternommen hatte, war dieser Angriff die erste bekannt gewordene Gelegenheit, bei der US-Soldaten am Boden innerhalb Pakistans gegen Kämpfer der Taliban vorgegangen sind. Presseberichten zufolge wurden bei der Militäraktion zwanzig Personen getötet, darunter sollen drei Frauen und vier Kinder sein, es ist jedoch nicht klar, ob und wie viele davon tatsächlich Zivilpersonen waren. Von US-amerikanischer Seite wurde dargestellt, dass die getöteten Frauen den Militanten geholfen hätten.
Drei Hubschrauber mit vierzig US-Soldaten an Bord waren an dem Angriff beteiligt, jedoch hat nur einer davon Soldaten abgesetzt, die beiden weiteren blieben in der Luft. Luftunterstützung wurde auch durch zwei Militärjets gewährt. Die US-Einheiten griffen drei Häuser an und verweilten insgesamt etwa eine halbe Stunde in dem Dorf. Die Militanten waren offensichtlich am Schlafen, als der Überfall stattfand, keiner von ihnen soll ein hochrangiges Talibanmitglied gewesen sein. Ein US-Militärsprecher gab bekannt, dass mehrere Militante gefangen genommen und einige weitere getötet wurden.
Der pakistanische Außenminister Schah Mahmud Qureshi sagte in Reaktion auf die Militäraktion vor der pakistanischen Nationalversammlung, "Es befindet sich kein hochwertiges Ziel oder bekannter Terrorist unter den Toten […] Nur unschuldige Zivilisten, einschließlich Frauen und Kinder, wurden zum Ziel."
Die Außenministerin der Vereinigten Staaten, Condoleezza Rice, machte keine genauen Angaben, erklärte jedoch, dass die Vereinigten Staaten offensichtlich sehr eng mit der Zivilregierung [in Pakistan] zusammenarbeiten. Die pakistanische Regierung gab eine Erklärung ab, der zufolge sie bei der US-amerikanischen Regierung scharf gegen den Vorfall protestiert habe und dass solche Akte der Aggression nicht der gemeinsamen Sache der Bekämpfung von Terrorismus und Militanz in dem Gebiet dienen. Die Botschafterin der Vereinigten Staaten in Pakistan, Anne W. Patterson, wurde in das Außenministerium zitiert, wo ihr eine Protestnote überreicht wurde.